# Цар Симеон I (улица във Варна)
„Цар Симеон Първи“ е улица във Варна, намираща се в район Одесос. Носи името на цар Симеон I.
Простира се между улица „Преслав“ и ЖП гара.

## Обекти
Западна страна
- ДЗИ – Варна
- Райфайзенбанк – Варна

Източна страна
- Централна кооперативна банка – Варна